# Банди Нью-Йорка
«Банди Нью-Йорка» (англ. Gangs of New York) — американський історичний кримінальний фільм Мартіна Скорсезе, події якого розгортаються в районі П'яти вулиць Нью-Йорка в середині 19 століття. Сценарій до картини написали Джей Кокс, Стівен Зейллян та Кеннет Лонерган, базуючись на однойменній книзі.

## Сюжет
Дія фільму відбувається в Нью-Йорку протягом 1840—1863 років. Парубок на ім'я Амстердам (Леонардо Дікапріо) бажає помститися Білу «М'яснику» Каттінгу (Денієл Дей-Льюїс), людині, що вбила його батька. Він гарантує свою допомогу кишеньковій злодійці Джені Евердін, але завдання виявляється набагато небезпечнішим, ніж Амстердам міг собі уявити. Він розуміє, що його тато був убитий у результаті війни між манхеттенськими ірландськими та проамериканськими угрупованнями. Серед куплених поліціянтів і корумпованих політичних діячів об'єкт його помсти Білл Каттінг є всього лише ще однією фігурою в цій кривавій гангстерській війні.

## У ролях
| Актор                     | Роль                     |
| ------------------------- | ------------------------ |
| Леонардо Ді Капріо        | Амстердам Валлон         |
| Деніел Дей-Льюїс          | Білл «М'ясник» Каттінг   |
| Кемерон Діаз              | Дженні Евердін           |
| Джим Бродбент             | Вільям «Бос» Твід        |
| Джон Сі Рейлі             | «Щасливий» Джек Малрені  |
| Генрі Томас               | Джонні Сирокко           |
| Ліам Нісон                | «Священик» Валлон        |
| Брендан Глісон            | Волтер «Чернець» Макгінн |
| Гері Льюїс                | Макглойн                 |
| Стівен Грем               | Шанг                     |
| Едді Марсан               | Кіллоран                 |
| Алек Маккоуен             | Преподобний Ролі         |
| Девід Геммінгс            | містер Шермергорн        |
| Лоуренс Гілліард молодший | Джиммі Споілс            |

## Гонорари за головні ролі
- Леонардо Ді Капріо за роль Амстердама Валлона отримав 10 000 000$ плюс відсоток від зборів.
- Камерон Діаз за роль Дженні Евердін отримала 17 500 000$.